# Cryptantha cinerea
Cryptantha cinerea là loài thực vật có hoa trong họ Mồ hôi. Loài này được (Greene) Cronquist mô tả khoa học đầu tiên năm 1984.